# Flupentyksol
Flupentyksol, flupentiksol – organiczny związek chemiczny z grupy pochodnych tioksantenu, stosowany jako lek psychotropowy z grupy neuroleptyków o powinowactwie do receptorów dopaminergicznych. Klasyfikowany jest jako „częściowo atypowy neuroleptyk”.
Flupentyksol został opatentowany w roku 1963 przez firmę Smith Kline & French (obecnie część GlaxoSmithKline).

## Działanie
W małych dawkach poniżej 3 mg/dobę wykazuje właściwości przeciwdepresyjne, anksjolityczne, aktywizujące, podnosi nastrój; opisano również działanie przeciwautystyczne. W dawkach 3–24 mg/dobę działa silnie przeciwpsychotycznie, aktywizująco, przeciwlękowo, w bardzo dużych dawkach (powyżej 25 mg/dobę) działa silnie uspokajająco. Dobrze wchłania się z przewodu pokarmowego, maksymalne stężenie we krwi występuje po 4 godzinach. W ciągu 35 godzin wydalana jest połowa leku, głównie z kałem.
Maksymalna dawka dobowa doustna wynosi 40 mg. W całym przedziale zakresu dawek flupentyksol odznacza się wyraźnym działaniem przeciwlękowym.

## Wskazania
- depresja z lękiem, astenią i brakiem inicjatywy
- schizofrenia z nasilonymi omamami, urojeniami, apatią lub zaburzeniami myślenia
- nerwica z lękiem, depresją i zmniejszeniem aktywności

## Przeciwwskazania
- nadwrażliwość na pochodne tioksantenu lub pozostałe składniki preparatu
- zapaść krążeniowa
- ostre zatrucie alkoholem, barbituranami i związkami opioidowymi
- stany śpiączkowe
- uszkodzenie układu pozapiramidowego
- przebyty złośliwy zespół neuroleptyczny
- guz chromochłonny nadnerczy, leukopenia
- granulocytopenia
- nadpobudliwość lub wzmożony napęd psychoruchowy

## Działania niepożądane
W wyniku leczenia flupentyksolem może wystąpić senność, biegunka oraz objawy pozapiramidowe: parkinsonizm, drżenie mięśniowe, akatyzja, dystonia, sztywność mięśniowa i hiperkinezja, zaburzenia koncentracji, kołatanie serca, zmniejszenie libido, zwiększenie masy ciała, zatrzymanie moczu, świąd, zapalenie skóry. Mogą wystąpić późne dyskinezy oraz złośliwy zespół neuroleptyczny.
Zaburzenia psychiczne: przejściowa bezsenność i niepokój psychoruchowy, rzadko pobudzenie psychoruchowe, nadmierna senność, sporadycznie po zastosowaniu dużych dawek może wystąpić silna sedacja.
Ponadto obserwowano: rzadko uczucie znużenia, ślinotok, nudności, suchość błony śluzowej jamy ustnej, biegunkę lub zaparcia, zwiększenie masy ciała, zaburzenia akomodacji; bardzo rzadko nadmierną potliwość, wysypkę skórną, świąd, bóle stawów, zaburzenia koncentracji, zaburzenia pamięci, zaburzenia łaknienia, obniżenie ciśnienia tętniczego krwi, kołatanie serca, zaburzenia oddawania moczu, impotencję, żółtaczkę. Podczas stosowania dużych dawek leku u kobiet mogą wystąpić zaburzenia miesiączkowania i mlekotok.

## Preparaty
Preparaty dostępne w Polsce:
- Fluanxol drażetki 0,5 mg i 3 mg (w postaci dichlorowodorku flupentyksolu)
- Fluanxol Depot iniekcje 20 mg/ml (w postaci dekanianu flupentyksolu)

Wytwórcą preparatu Fluanxol jest duńska firma H. Lundbeck.